# Banhado dos Pachecos

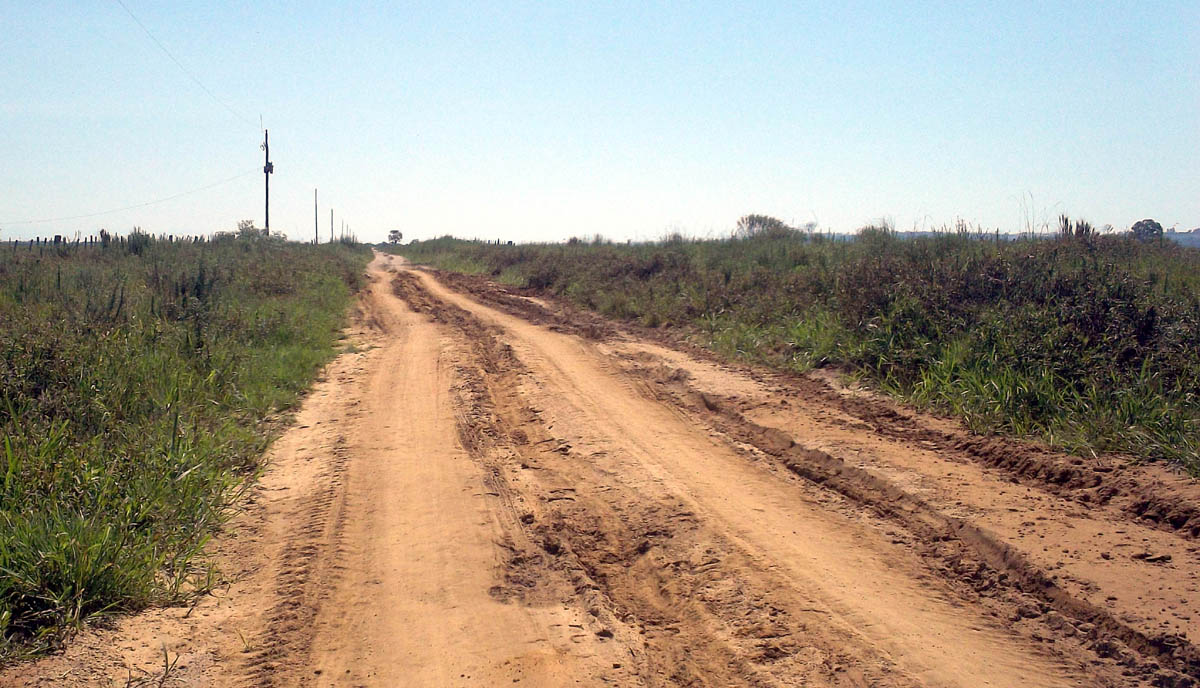
Wildschutzgebiet Banhado dos Pachecos

Der Banhado dos Pachecos (deutsch: Pachecos-Sumpf; amtlich portugiesisch Refúgio de Vida Silvestre Banhado dos Pachecos) ist ein Wildschutzgebiet im südbrasilianischen Bundesstaat Rio Grande do Sul im Gebiet der Stadt Viamão. Es wurde am 24. April 2002 gebildet. Die Fläche beträgt 25,4347 km².
Das Gebiet war im Rahmen der Agrarreform ursprünglich für landwirtschaftliche Nutzung vorgesehen, wurde dann aber dem Umweltministerium übergeben.
Das Sumpfgebiet ist reich an Flora und Fauna mit Tieren, die vom Aussterben bedroht sind, und ist von großer Bedeutung für Zugvögel. Es ist der einzige Platz in Rio Grande do Sul, wo der Sumpfhirsch lebt. Außerdem leben dort Breitschnauzenkaimane, Sichelschwingen-Nachtschwalben, Xolmis dominicanus (Gattung Tyrannen), Xanthopsar flavus (Familie der Stärlinge, Riesenbekassinen, Pampazaunkönige, Stirnbandibisse).